# Johanna von Herzogenberg
Johanna von Herzogenberg (23. června 1921 zámek Sychrov – 20. února 2012 Mnichov) byla česko-německá historička umění a spisovatelka. Zabývala se kulturními a náboženskými dějinami Čech a Mozartovým městem Salcburk.

## Život a působnost
Její předci, bretaňský šlechtický rod, uprchli během francouzské revoluce do bezpečí pod pravomoc Habsburské monarchie. Šlechtická rodina byla roku 1811 povýšena na svobodné pány. Johanna byla dcerou Ottokara Picot de Peccaduc, svobodného pána z Herzogenbergu, a princezny Berthy Rohanové. Prožila část dětství na zámku Sychrov, mládí na zámečku v Brné v Ústí nad Labem. Vystudovala dějiny umění, germanistiku a filozofii v Praze a v Tübingenu. Na Německé univerzitě v Praze získala doktorát z filozofie s prací na téma Postavy duchovních her pozdního středověku. Následně pracovala jako lektorka na Německé akademii v Antverpách. V letech 1945-46 byla nasazena jako Němka na nucené práce v okolí Prahy, rodinný majetek byl zabaven a rodina byla vysídlena do Německa.
Od roku 1952 do roku 1986 byla jednatelkou a poté do roku 2008 členkou představenstva Nadace Adalberta Stiftera (Adalbert Stifter Stiftung), který pomáhal a pomáhá sudetoněmeckým umělcům a vědcům vysídleným z Československa. Po roce 1989 organizovala historické výstavy k dějinám českých zemí, podporovala česko-německou spolupráci a v roce 2001 se zasloužila též o obnovení svatojakubských poutí u kostela sv. Jakuba Staršího v Letařovicích, o němž jí v roce 2000 vyšla kniha s mnoha fotografiemi a českým i německým textem. Pracovala též jako místopředsedkyně Svatojakubské společnosti v Německu. Byla spoluzakladatelkou Východoněmecké galerie v Regensburgu. O svém životě napsala knihu vzpomínek.

## Výstavy
Zorganizovala několik česko-německých výstav umění. Nejvýznamnější byla v roce 1993 jubilejní výstava Johann von Nepomuk 1393 - 1993 v Praze a v Mnichově (společně s Janem Roytem a kolektivem dalších autorů). Dále to byla například výstava o poutích a poutních památkách ze Svaté země Jerusalem, Sion, Prag, uspořádaná roku 2002 ve spolupráci s premonstráty ve Strahovském klášteře v Praze.

## Vyznamenání
Za podporu rozvoje česko-německých vztahů a jako ocenění za svou práci v kultuře byla vyznamenána Spolkovým křížem za zásluhy, Bavorským řádem za zásluhy, Kulturní cenou města Regensburg, Waldschmidtovou cenou Eschlkamu. V roce 2003 ji prezident Václav Havel udělil Řád T. G. Masaryka. Papež Jan Pavel II. ji jmenoval Dámou Silvestrova řádu za „činy smíření Němců s Čechy a Poláky“.